# Запис Стојадиновића храст (Кончарево)
Запис Стојадиновића храст (Кончарево) се налази на парцели чији је власник Стојадиновић Илија.

## Локација
| Општина             | Јагодина                                                         |
| Катастарска општина | Кончарево                                                        |
| Потес               | Крушевица                                                        |
| Координате          | 43° 59′ 00″ С; 21° 18′ 13″ И / 43.9833° С; 21.303699999999999° И |
| Надморска висина    | 115m                                                             |

## Карактеристике
Дендрометријске вредности утврђене на терену и сателитским снимцима:
| Стабло                     | Храст |
| Висина стабла              | m     |
| Обим дебла                 | m     |
| Пречник крошње             | 18m   |
| Пречник дебла              | m     |
| Висина дебла до прве гране | m     |

## База записа
Запис је у оквиру Викимедија пројекта "Запис - Свето дрво" заведен под редним бројем 0510.